# Distrikt Pomata
Der Distrikt Pomata liegt in der Provinz Chucuito in der Region Puno in Süd-Peru. Der Distrikt wurde im Jahr 1821 gegründet. Der Distrikt Pomata hat eine Fläche von 401 km² (nach anderen Quellen: 382 km²). Beim Zensus 2017 wurden 13.707 Einwohner gezählt. Im Jahr 1993 lag die Einwohnerzahl bei 18.891, im Jahr 2007 bei 17.787. Verwaltungssitz des Distriktes ist die 3876 m hoch am südwestlichen Ufer des Titicacasees gelegene Ortschaft Pomata mit 1436 Einwohnern (Stand 2017). Pomata liegt knapp 20 km ostsüdöstlich der Provinzhauptstadt Juli sowie 90 km südöstlich der Regionshauptstadt Puno.

## Geographische Lage
Der Distrikt Pomata liegt im Altiplano südwestlich des Titicacasees im zentralen Norden der Provinz Chucuito. Er hat eine maximale Längsausdehnung in Ost-West-Richtung von etwa 25 km. Er umfasst das Einzugsgebiet der Bäche und kleineren Flüsse, die in die Bucht östlich von Pomata münden. Im Westen und Osten des Distrikts erheben sich bis zu 4800 m hohe Berge. Die Nationalstraße 3S von Puno über Ilave nach Desaguadero führt durch den Distrikt und an Pomata vorbei.
Der Distrikt Pomata grenzt im Osten an die Distrikte Cuturapi und Yunguyo (beide in der Provinz Yunguyo), im Südosten an den Distrikt Zepita, im Südwesten an den Distrikt Huacullani sowie im Westen an den Distrikt Juli.

## Ortschaften
Im Distrikt gibt es neben dem Hauptort Pomata folgende größeren Ortschaften (Centros Poblados):
- Buenavista Chacachaca (371 Einwohner)
- Chatuma
- Collini (1032 Einwohner)
- Huacani (1244 Einwohner)
- Huapaca San Miguel (754 Einwohner)
- Lampa Grande (485 Einwohner)
- Llaquepa (688 Einwohner)
- Ticaraya (435 Einwohner)
- Tuquina